# 白い国の詩
白い国の詩（しろいくにのうた）は、東北電力が発行している情報誌。内容は、東北地方の文化、絵画、風景、工芸、芸能など幅広い分野にわたる。月1回の発行であったが、2006年から季刊誌となっている。制作は株式会社創童舎。
東日本大震災以降は発行していない。